# Spanska imperiet

Det spanska imperiet.

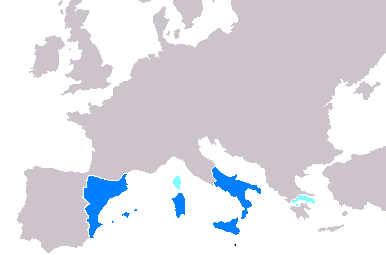
Den aragonska kronans största omfattning.

Det Spanska imperiet (spanska: Imperio español) var ett av de största imperierna i världshistorien och ett av de första globala imperierna.

## Historia
Under 1500-talet var Spanien och Portugal ledande i den koloniala expansionen och öppnandet av handelsvägar över oceanerna. Den spanska koloniseringen av Amerika inleddes. Handeln blomstrade över Atlanten mellan Spanien och Amerika och över Stilla havet mellan Ostasien och Mexiko via Filippinerna. Conquistadorer kuvade Aztek-, Maya- och Inkacivilisationerna och erövrade stora landområden i Nord- och Sydamerika. Under en period dominerade Spanien haven med sin starka flotta och styrde det europeiska slagfältet med sitt fruktade och vältränade infanteri, det berömda tercio. Spanien upplevde också en kulturell guldålder på 1500- och 1600-talet.
Från mitten av 1500-talet finansierade silver och guld från de amerikanska gruvorna de militära styrkorna i det Habsburgska Spanien i dess många krig i Europa och Nordafrika. Mellan införlivandet av det Portugisiska imperiet 1580 (förlorat 1640) och förlusten av dess amerikanska kolonier på 1800-talet, var det Spanska imperiet det största i världen även om de hade växlande militär och ekonomisk framgång efter 1640. Efter konfrontationen med svårigheterna med imperiebyggande, formulerade spanska tänkare de första moderna tankarna om naturrätt, suveränitet, internationell rätt, krig, ekonomi och de ifrågasatte till och med legitimiteten i imperialismen. Detta brukar refereras till som Salamancaskolan.
Ständiga motsättningar med rivaliserande makter orsakade territoriella, kommersiella och religiösa konflikter som bidrog till den långsamma nedgången för det spanska imperiet från mitten av 1600-talet. I Medelhavet förde Spanien konstant krig med det Osmanska riket och på den europeiska kontinenten blev Frankrike jämnstarka. I Atlanten konkurrerade Spanien inledningsvis med Portugal och senare också med England och Nederländerna. Dessutom gjorde engelsk-, fransk- och holländsksponsrad piratverksamhet, ökad korruption och ekonomisk stagnation efter alla dyra militära fälttåg att imperiet försvagades ytterligare.
Spaniens imperium i Europa upplöstes slutligen i freden i Utrecht (1713), i vilket Spanien förlorade sina kvarvarande territorium i Italien och Lågländerna. Efter detta gick det bättre för Spanien, men de fortsatte att vara en andra klassens makt i det kontinentala Europas politik.
Spanien behöll och utökade dock sitt utom-europeiska imperium fram till 1800-talet, när kriget i Spanien utlöste självständighetsförklaringar i Quito (1809), Venezuela och Paraguay (1811) och efterföljande revolutioner som gjorde att Spanien förlorade mycket territorium på de amerikanska fastlandet. Spanien behöll viktiga kolonier i Karibien (Kuba och Puerto Rico), Asien (Filippinerna) och Oceanien (Guam, Mikronesien, Palau och norra Marianerna) fram till spansk-amerikanska kriget 1898. Spaniens deltagande i kapplöpningen om Afrika var minimal: Spanska Marocko hölls till 1956 och Spanska Guinea och Spanska Sahara hölls till 1968 respektive 1975. Kanarieöarna, Ceuta, Melilla och de andra plazas de soberanía vid den nordafrikanska kusten har förblivit en del av Spanien.

## Militär
Det främsta verktyget för det spanska imperiets makt var hären, som under 1500-talet var den främsta i världen. Hela Europa efterbildade dess organisation. Tre coronelias eller bataljoner förenades till en tercio (regemente), som räknade ungefär 3 000 man och kommenderades av en "fältmästare" (maestre de campo). En del av de tolv kompanierna i varje tercio utgjordes av pikenerare, en annan av arkebusiärer. Under Filip II byttes den lätta arkebusen ut mot den tunga musköten. När det gäller kavalleriet skilde man mellan tungt rytteri eller gendarmer, lätt rytteri eller ginetas och ett slags dragoner som kallades arkebusiärer till häst. Hos alla utgjorde kompaniet den högsta enheten. Med de 30 000 man som den spanske konungen ständigt underhöll hade han den största stående armén i det dåtida Europa.
Den spanska flottan var likaledes den mäktigaste bland de kristna folken under Filip II:s tid och var endast underlägsen den turkiska. I fredstid räknade den 60–70 galärer som, frånsett sjösoldater och matroser, bemannades med 8 500 roddare, varav hälften slavar.